# Parc national des Sundarbans
Le parc national des Sundarbans est un parc national de l'État du Bengale-Occidental en Inde. Il est complété par le parc contigu du même nom au Bangladesh. Le site est une réserve de biosphère reconnue par l'Unesco depuis 2001 ainsi qu'un site Ramsar désigné depuis 2019.
La région des Sundarbans, située dans le delta du Gange, est couverte d'une forêt dense de mangroves (le mot sundarbans est une contraction des mots « sundri » et « bans », qui signifient respectivement « mangrove » et « forêt »), et constitue l'une des plus vastes réserves de tigres du Bengale.

Il héberge également un grand nombre d'espèces d'oiseaux, de reptiles, comme le crocodile de mer et le varan malais, ainsi que d'invertébrés. Les espèces menacées qui vivent dans les Sundarbans sont le tigre du Bengale, le crocodile marin, la tortue de rivière, la tortue olivâtre, le dauphin du Gange, la tortue imbriquée et le limule à queue ronde.

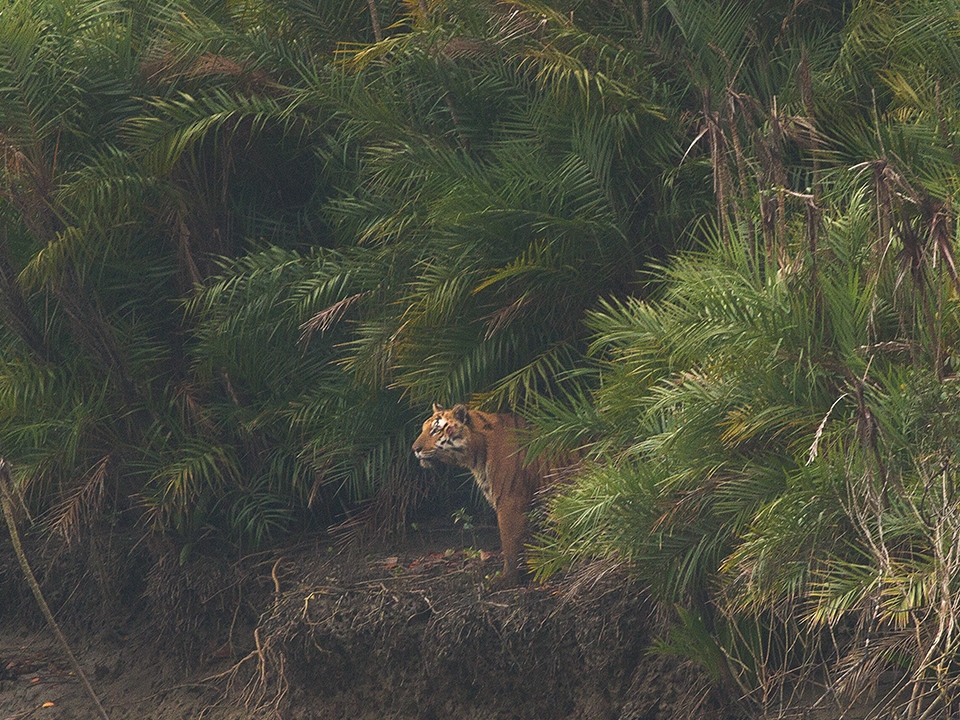
Tigre du Bengale
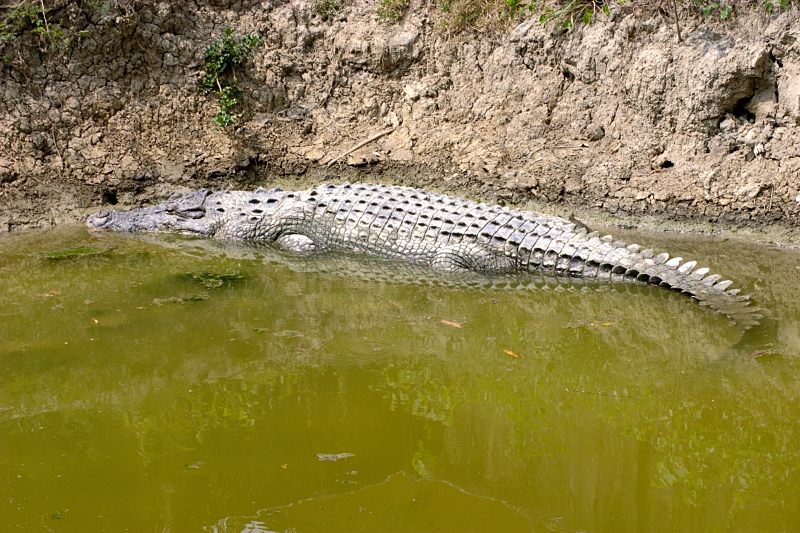
Crocodile marin
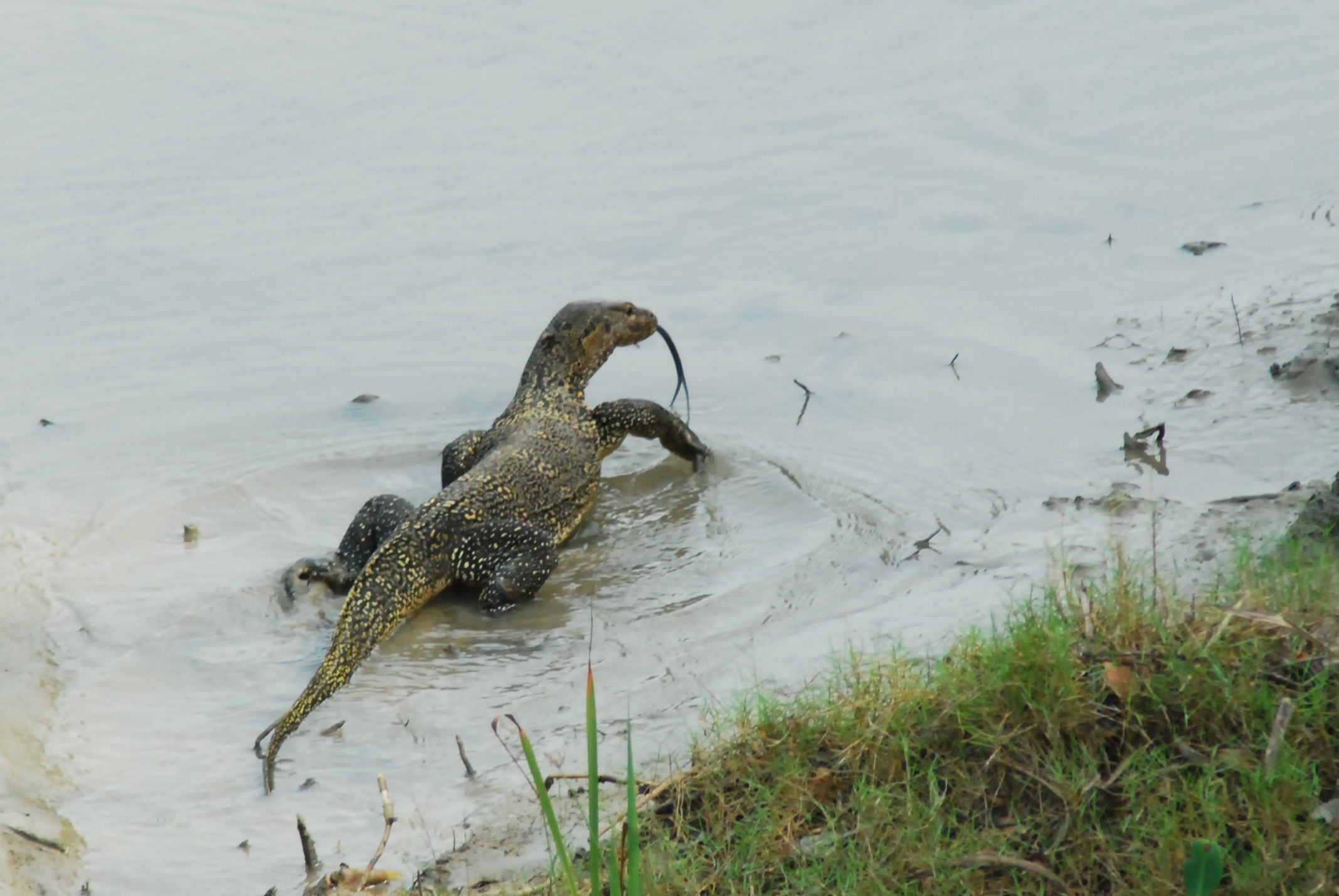
Varan malais